# 귀성군
귀성군 또는 구성군(龜城君) 이준(李浚, 1441년 1월 20일 ~ 1479년 1월 28일)은 조선 전기의 왕족이다. 본관은 전주, 자(字)는 자청(子淸), 호(號)는 자준(子濬), 시호(諡號)는 충무(忠懋, 忠武)이다.

## 이력
그는 조선 세종대왕의 4남으로 출생한 임영대군의 2남(둘째아들)이다.
어렸을 때는 할아버지 세종에게, 자라서부터는 큰아버지 세조에게 총애를 받아 20대의 나이에 의정부 영의정을 지냈다.

## 생애
그는 1441년 1월 20일, 조선 한성부에서 세종대왕의 넷째 아들인 임영대군의 둘째 아들로 태어났으며, 1466년에는 등준시무과에 갑과 급제함에 이어 도총관이 되어서 이듬해 1467년 남이와 함께 이시애의 난을 진압하는 총사령관에 임명되고 난을 진압한 공로로 27세의 나이로 병조판서에 제수되었으며, 그 해 남이에게 그 직을 넘기고 1468년 음력 7월 17일에 28세의 나이로 영의정에 임명되었다.정치적으로는 훈구파에 가까웠지만, 신진세력 및 사림파와도 가깝게 지냈다.
1468년 9월 큰아버지 세조가 선위하고 사촌 동생이자 손윗동서인 예종이 즉위하자 영의정으로써 잠시 섭정하다가 1469년 1월 아버지 임영대군이 훙서(薨逝)하자 아버지상을 치르기 직전에 영의정 직위에서 물러났다.
1470년 최세호가 귀성군이 왕의 재목이라고 한 것을 정인지(鄭麟趾)가 역모로 엮어서, 1월 14일에 최세호와 권맹희는 죽임을 당하고, 귀성군은 유배를 가게 된다. 그로부터 9년 후 1479년 1월 28일에 39세를 일기로 사망하였다.

### 사후
한동안 복관되지 못하다가 숙종 때의 영의정 김수항(金壽恒) 등의 대신들에 의해 복관 조치 처분되었으며, 훗날 고종 때 종친들의 건의로 1872년(고종 9) 12월 4일 귀성군(龜城君) 이준(李浚)의 대를 무안대군(撫安大君) 이방번(李芳蕃)의 현손인 회원군(會原君) 이쟁(李崢)을 양자로 삼아 잇게 하였다. 또한 고종에 의해 충무(忠武)의 시호를 받았다.

## 가족 관계
- 조부 : 조선 4대 국왕 세종
- 조모 : 소헌왕후 심씨
  - 부 : 임영대군
  - 모 : 제안부부인 전주 최씨
    - 처 : 천안군부인 청주 한씨 - 청천부원군 한백륜의 2녀, 안순왕후의 동생 - 귀성군과 예종은 사촌 형제간이면서, 동서간이다.
    - 누나 : 중모현주 이씨(연산군의 왕비 거창군부인 신씨의 어머니)
    - 매형 : 영의정 거창부원군 장성공 신승선(領議政 居昌府院君 章成公 愼承善, 1436~1502)
      - 조카 :  신수영(?∼1506) - 신수영의 부인이 한백륜의 막내딸이므로 조카이면서 동서지간이 된다.
      - 조카 : 신수근(1450~ 1506)
      - 조카 : 신수겸(?~ 1506)
      - 종손녀 : 단경왕후(1487년~ 1557년) - 중종의 비
      - 조카사위 : 조선 제11대 국왕 중종
- 양자 : 회원군 이쟁(會原君 李崢)

## 관련 작품

### 드라마
- 《조선 왕조 오백년 - 설중매》 (MBC, 1984년 - 배우: 김주영)
- 《한명회》 (KBS2, 1994년 - 배우: 정하완)
- 《왕과 비》 (KBS1, 1998년~2000년 - 배우: 이재식)
- 《왕과 나》 (SBS, 2007년~2008년 배우: 박동빈)
- 《인수대비》 (JTBC, 2011년~2012년 - 배우: 서현석)

## 같이 보기
- 이시애의 난
- 이징옥의 난
- 계유정난
- 세조 찬위
- 임영대군
- 남이
- 강순
- 한명회
- 신숙주
- 예종
- 대방군부인 송씨
- 학조
- 유감동
- 유자광
- 어우동

| 전임 수양대군 | 조선의 섭정 1468년 음력 9월 ~ 1469년 음력 1월 | 후임 한명회 |